# パドラーズハイ
『パドラーズハイ』は、水屋杏里による日本の4コマ漫画作品。『まんがタイムジャンボ』（芳文社）にて2009年11月号にゲスト掲載された後、2010年1月号より2011年5月号まで連載。

## ストーリー
女子高生・優宇はかつて家族で楽しんだ「ラフトボートでの川下り」を楽しい思い出にしている少女。そんなある日、この学校に赴任した新人女教師・桑城が元コマーシャルラフティングのガイドと聞き、学校の部活動として「ラフティング部」を作ってしまう。なんとかメンバーを集め、「部員3名＋顧問」の4名体制で大会出場を目論むが…。

## 登場人物

### ラフティング部（チームいちごケーキ）顧問と部員
琴瀬 優宇（ことせ ゆう）：通称「ゆーゆ」
主人公。高校2年生。「千々風市」に在住。ラフティング・ポジションは左前。「家族で楽しんだラフトボートでの川下り」で「ランナーズハイ」ならぬ「パドラーズハイ」を経験。その時のラフティングガイドであった桑城が教師として赴任したことをきっかけに「ラフティング部」を作り、部長となる。
愛理（後述）によれば、体重はフェザー級。
桑城 光夏（くわしろ みつか）：通称「みー先生」
優宇の高校に赴任した新人教師。担当教科は地理歴史。大学時代はラフティングツアーガイドをしていたが、ガイド中に蛾が顔に止まったことがきっかけでガイドを辞めた。以来大の虫嫌いのままであるが、琴瀬との出会いがきっかけでラフティング部顧問となり、再度川へ繰り出すことを決意した。ガイド時代の経験を生かして部員を指導している。
ラフティング・ポジションは右後。
自身の所有するラフトボートなどを部に提供している。そのラフトボートは6人乗りだが所有している軽自動車定員の都合上、当面は自分を入れて部員は4名までとしている。
葉山 愛理（はやま あいり）：通称「あいちゃん」
優宇の同級生。自宅は蕎麦屋。亀と泳ぎの勝負を挑んだり、鹿に乗ってバスを追いかけるなど、生活が自然と完全に一致している。性格は超マイペース。その一方で優宇にたまにツッコミを入れたりする。
川で遊んでいたところをスカウトされ、ラフティング部に入部した。ラフティング・ポジションは右前。
望月 汐（もちづき しお）：通称「しおっち」
優宇の同級生で、眼鏡っ娘。文芸部との掛け持ち。琴瀬と葉山の勧誘で体験入部と称してラフティングを体験した際に「パドラーズハイ」となり、ラフティング部員となった。ラフティング・ポジションは左後。

### その他の登場人物
葉山 幸太（はやま こうた）
愛理の弟。愛理の影響を受けラフティングをはじめ、チーム「水転」に所属する。

## 書誌情報
まんがタイムコミックス
- 第1巻（2010年12月7日発売（12月22日付発行））ISBN 978-4-8322-6916-3